# Національна радіоастрономічна обсерваторія (Таїланд)
Національна радіоастрономічна обсерваторія (тай. หอสังเกตการณ์ดาราศาสตร์วิทยุแห่งชาติ) — обсерваторія, розташована в провінції Чіангмай в Таїланді. Містить два радіотелескопи — 40-метровий Таїландський національний радіотелескоп і 13-метровий радіотелескоп VGOS. Радіотелескопами керує Національний астрономічний дослідницький інститут Таїланду. Загальний бюджет будівництва склав 532 млн бат.

## Радіотелескопи

### 40-метровий Таїландський національний радіотелескоп
40-метровий Таїландський національний радіотелескоп є найбільшим радіотелескопом в Таїланді та в усій Південно-Східній Азії. Він має діаметр 40 метрів, може обертатися в усіх напрямках на 360 градусів і змінювати кут підйому в діапазоні 180 градусів. Він може приймати частоти від 1 до 116 ГГц (за іншими даними, від 0,3 до 115 ГГц). Антена складається з 420 алюмінієвих панелей, кожна з яких має товщину 1,8 мм. Вторинний рефлектор має діаметр 3,28 м. Радіотелескоп здатний працювати навіть у дуже вітряних умовах, зі швидкістю вітру до 50 км/год.
Створення телескопа коштувало 448 млн бат. Контракт на будівництво телескопа було укладено в березні 2017 року з німецькою компанією MT Mechatronics, дочірньою компанією OHB SE.

### 13-метровий радіотелескоп VGOS
Радіотелескоп VGOS (VLBI Geodetic Observing System, РНДБ-система геодезичних спостережень) із приймальною антеною діаметром 13 метрів був побудований у рамках проєкту RANGD (Radio Astronomical Network and Geodesy for Development, радіоастрономічна мережа та геодезія для розвитку)